# Bo Holmström
Bo Eric Holmström, född 18 oktober 1938 i Stockholm, död 12 oktober 2017 i Vagnhärad, var en svensk tv-reporter, debattör och författare.

## Biografi
Fadern var reklamtecknare och Holmström växte upp i Stockholm. Han var som barn med i scoutrörelsen. Han gjorde värnplikten på Svea trängkår (T1) i Linköping och under tiden där fick han sitt första journalistuppdrag som volontär på Östgöta Correspondenten. Han sökte sedan in till Journalistinstitutet och kom att börja arbeta på Aktuellt.
Holmström arbetade länge som reporter på Sveriges Television. Han rapporterade bland annat från Norrmalmstorgsdramat i Stockholm 1973 och ambassadockupationen i Stockholm 1975 från Västtysklands ambassad i Diplomatstaden. Från 1990 var han anställd vid SVT Malmö varifrån han ledde samhällsprogram som Glashuset och Reportrarna. Efter nedläggningen av Reportrarna mot slutet av år 2000 gjorde han reportage för Uppdrag granskning.
Den 1 augusti 2001 gick han över till TV4. Den 11 september 2003 blev han förste reporter att rapportera i media om att dåvarande utrikesministern Anna Lindh avlidit efter överfallet som skedde kvällen innan, då han för TV4:s räkning befann sig på plats på Karolinska universitetssjukhuset.
2016 fick han kallbrand i sitt högra ben, som ledde till att han blev tvungen att amputera benet. Han tillbringade därefter sin sista tid i livet på ett vårdboende i Vagnhärad. Han avled den 12 oktober 2017.
I samband med ockupationen och sedermera sprängningen av Västtysklands ambassad i Stockholm 1975 uttalade Bo Holmström de bevingade orden ”Lägg ut!”. Under sina många år som granskande reporter utvecklade Bo Holmström även en egen reportagestil där han utan omsvep riktade sig direkt till tittaren. Han ställde sig själv ofta frågande till uttalanden som intervjupersonerna gjorde i reportagen och avslutade inte sällan reportagesegment med att säga ”jag begriper ingenting”.

## Filmografi[10]
- 1967 – Jag är nyfiken – en film i gult
- 1968 – Flickorna
- 1968 – Jag är nyfiken – en film i blått
- 1969 – Made in Sweden
- 1969 – Ni ljuger
- 1970 – Mitt ibland oss
- 1974 – Fimpen
- 1976 – Mannen på taket
- 1980 – Flygnivå 450
- 1980 – Nu laddar vi om!
- 1980 – Spela Allan
- 1981 – Operation Leo
- 1981 – Sopor

## Priser och utmärkelser
- Stora journalistpriset,  2007[2]
- Kristallens hederspris,  2015[3]

[Redigera Wikidata]